# Frédéric Longbois
Frédéric Longbois est un chanteur, pianiste, compositeur, comédien et artiste de cabaret français né le 7 juillet 1963 à Trouville-sur-Mer dans le Calvados en France.

## Biographie
Frédéric Longbois baigne depuis son enfance dans le domaine artistique avec une mère comédienne. Il suit des cours de piano et de chant au Conservatoire de Caen puis de Paris.
Il commence dans la coiffure comme directeur artistique. Il rencontre alors des personnes qui vont l’aider à pouvoir commencer une carrière de chanteur lyrique et de variétés et les tours de chants divers.
Il chante en Roumanie et dans de nombreux théâtres et opéras à travers le monde (Paris, Shanghai, Washington, Hong-Kong, Athènes, Madrid, Genève, Bucarest, Montréal, Barcelone, Saint-Pétersbourg, Wroclaw, Milan, Bruxelles mais aussi l’Allemagne, l’Albanie, l’Afrique du Nord…)
Dans les années 1990, il auditionne pour Jérôme Savary et devient l'un de ses chanteurs fétiches, participant à La Belle et la Toute Petite Bête, La Vie parisienne, Don Quichotte et l’Ange bleu…
Parallèlement il commence une carrière de comédien et tourne de nombreux films, enchaînant les seconds rôles, que ce soit pour la télévision dans Milady de José Dayan, dans Les Petits Meurtres d’Agatha Christie... ou au cinéma aux côtés d’Isabelle Huppert, Nathalie Baye, Danielle Darrieux, Clémentine Célarié, Romain Duris, Fabrice Lucchini…
Auteur-compositeur, il écrit pour plusieurs artistes comme Sylvie Joly.
En 2018, il est candidat dans The Voice : La Plus Belle Voix saison 7 dans l’équipe de Mika. Il s’y fait remarquer par son interprétation de Bécassine. Il arrive jusqu’en demi-finale. Il participe à nouveau à l'émission dans son édition 2019.
En 2019, il est candidat à Je suis une célébrité, sortez-moi de là ! sur TF1.
Il est la voix de Steve, le porc-épic dans Le Parc des merveilles, film d'animation de la Paramount
Frédéric Longbois est également coach vocal pour l’Académie internationale de comédie musicale.
Il chante dans de nombreux opéras et opérettes et collabore avec des artistes comme Clémentine Célarié, Arielle Dombasle, Bernard Pisani, Anémone ou Omar Porras... Il chante dans Le Chanteur de Mexico à l'Opéra de Lausanne avec Rossy de Palma.
En 2021, il est en tournée dans toute la France.

## Théâtre

### Opéra
- 2023 : Orphée aux Enfers de Jacques Offenbach, mise en scène d'Olivier Py[4], opéra de Lausanne
- 2019 : Les Contes d'Hoffmann de Jacques Offenbach, mise en scène Stefano Poda, opéra de Lausanne
- 2019 : La Vie parisienne de Jacques Offenbach, mise en scène Jérôme Savary, Opéra de Metz, Opéra de Liège, Opéra de Massy
- 2017 : Le Chanteur de Mexico de Francis Lopez, mise en scène Emilio Sagi
- 2015 : La Vie parisienne de Jacques Offenbach, mise en scène Jérôme Savary
- 2015 : La traviata de Giuseppe Verdi, mise en scène Arielle Dombasle
- 2014 : La Veuve joyeuse de Franz Lehár, mise en scène Jérôme Savary
- 2014 : La Belle Hélène de Jacques Offenbach, mise en scène Bernard Pisani
- 2014 : On n'arrête pas la connerie d'après Jean Yanne, mise en scène Jean-François Vinciguerra
- 2012 : Orphée aux enfers de Jacques Offenbach, mise en scène Claire Servais
- 2011 : La Grande-duchesse de Gérolstein de Jacques Offenbach, mise en scène Omar Porras
- 2010 : Paris Frou-Frou, mise en scène Jérôme Savary
- 2010 : L'Opéra de quat'sous de Kurt Weill, mise en scène Bernard Pisani
- 2010 : La Fille de madame Angot de Charles Lecocq, mise en scène Anémone
- 2009 : L'Étoile d'Emmanuel Chabrier, mise en scène Jérôme Savary
- 2005 : Fantasio d’Alfred de Musset, mise en scène Stéphanie Tesson[5]

## Filmographie

### Cinéma
- 1995 : Mécaniques célestes de Fina Torres
- 2000 : Ça ira mieux demain de Jeanne Labrune : l'employé des pompes funèbres
- 2002 : La Chatte à deux têtes de Jacques Nolot : l'homme à l'éventail
- 2005 : De battre mon cœur s'est arrêté de Jacques Audiard
- 2007 : Molière de Laurent Tirard
- 2008 : Sagan de Diane Kurys
- 2010 : Sans queue ni tête de Jeanne Labrune : le travesti
- 2012 : Ce que le jour doit à la nuit d'Alexandre Arcady : le chanteur
- 2013 : Opium d'Arielle Dombasle : Monsieur Loyal
- 2022 : Flash Drive d'Arnaud Toussaint : l'inspecteur Narval

### Télévision
- 2012 : Les Petits Meurtres d'Agatha Christie (épisode Le Couteau sur la nuque) de Renaud Bertrand
- 2013 : Le sang de la vigne (épisode Les veuves joyeuses) de Marc Rivière - série adaptée des livres de Jean-Pierre Alaux et Noël Balen.
- 2018 : The Voice : La Plus Belle Voix sur TF1 : avec l'équipe de Mika
- 2019 : Je suis une célébrité, sortez-moi de là ! sur TF1 : présentée par Laurence Boccolini et Christophe Dechavanne
- 2021 : The Voice sur TF1

### Doublage
- 2019 : Le Parc des merveilles (Wonder Park) de Dylan Brown : Steve[6]

## Discographie

### Albums et chansons
- 2018 : Je viens vers vous - Label Universal/ MCA Records
- 2018 : Bécassine
- 2023 : Virevolter